# Have a Nice Life
Have a Nice Life — американський рок-гурт, заснований у Міддлтауні, штат Коннектикут, у 2000 році Деном Барреттом і Тімом Макугою.
Дует найбільше відомий дебютним альбомом Deathconsciousness 2008 року, який не привернув уваги професійних музичних видань після випуску, але отримав культовий статус завдяки поширенню в онлайн-спільнотах. Have a Nice Life почали виступати повним складом у 2019 році, а їхній третій альбом Sea of Worry став першим релізом у такому складі.

## Історія
Гурт Have a Nice Life був створений у 2000 році Деном Барретом і Тімом Макугою з Коннектикуту. Найперші демо гурту містили звуки, схожі на музику нової хвилі та готичний рок-гурт The Sisters of Mercy. Спочатку і Баррет, і Макуга грали на акустичній гітарі, самостійно розповсюджуючи домашні записи на Myspace.
Гурт записав дебютний альбом Deathconsciousness з бюджетом менш як 1000 доларів, втративши при цьому оригінальні майстер-файли записів. Спочатку він не отримав особливого визнання після випуску у 2008 році, але набув популярності завдяки обговоренням в інтернет-спільнотах та черезтинному радіо. Гурт отримав культовий статус в результаті популярності Deathconsciousness в Інтернеті.
Гурт продовжив EP Time of Land, випущений для безкоштовного завантаження у 2010 році.
27 січня 2014 Have a Nice Life випустили другий студійний альбом The Unnatural World. Згідно з Metacritic, альбом отримав загалом схвальні відгуки.
Гурт виконав два сети на голландському фестивалі Roadburn у 2019 році, включаючи одне повне виконання Deathconsciousness. Отримавши запрошення виступити на Roadburn, Have a Nice Life зібрали повний склад і почали гастролі з ансамблем. 8 листопада 2019 року Have a Nice Life випустили третій студійний альбом Sea of Worry, перший альбом з повним складом гурту.
Гурт виконав несподіваний секретний сет на фестивалі Roadburn у 2023 році.
Крім музики, Баррет керує агентством з маркетингу нерухомості, а Макуга є вчителем англійської мови/історії в середній школі.

## Вплив
Have a Nice Life згадують такі гурти, як My Bloody Valentine, Joy Division, New Order, Earth, Sunn O))), Xasthur, Lurker of Chalice, Nine Inch Nails, Swans, Sisters of Mercy, Kraftwerk і філософію Фрідріха Ніцше як вплив на їх музику. Барретт сказав, що дует черпає натхнення з Dungeons & Dragons, Magic: The Gathering і роману 2000 року Дім листя.

## Дискографія

### Студійні альбоми
- Deathconsciousness (2008)
- The Unnatural World (2014)
- Sea of Worry (2019)[14]

### Альбоми збірок
- Voids (2009)
- Voids Remastered (2023)

### EP
- Time of Land (2010)
- Time of Land Remastered (2021)

### Демо
- Have a Nice Life vs. You (2002)
- Powers of Ten (2006)

### Сингли
- «The Big Gloom» (2006), випущений як промо для безкоштовного завантаження на обліковому записі гурту в Myspace.[15]
- «Bloodhail» (2008), випущений як промо для безкоштовного завантаження на обліковому записі гурту Myspace.[16]
- «I Don't Love» (2008), випущений як промо для безкоштовного завантаження на Myspace-акаунті гурту.[17]
- «Sea of Worry» (2019)
- «Lords of Tresserhorn» (2019)
- «Science Beat» (2019)
- «Sisyphus — Demo» (2023)

### Живі альбоми
- Live at The Stone NYC (2010)